# Ossa
Ossa - Orpheo Sincronic Sociedad Anónima, je bil španski proizvajalec motornih koles, ki je bil aktiven med leti 1924-1982, leta 2010 so podjetje ponovno oživili. Podjetje je ustanovil inženir iz Barcelone Manuel Giró. Ossa je proizvajala cestne, motokros, enduro in trial motocikle.Leta 2014 se je podjetje združilo z drugim španskim proizvajalcem motornih koles Gas Gas.

## Modeli

### Cestni
- 1952: 125/2
- 1953: 125/3
- 1958: 150 Commercial
- 1964: 160 GT
- 1969: 250 Sport
- 1979: 250 Copa
- 1981: 250 Copa Formula 3
- 1991: Urbe

### Enduro
- 1967: Enduro 230
- 1969: Enduro 250
- 1973: Enduro AE 73
- 1974: Desert Phantom 250
- 1975: Enduro 350
- 1975: Super Pioneer 250
- 1978: Desert TT
- 1979: Desert Fuego
- 1980: Desert 350
- 2011: OSSA Enduro 280i/300i

### Motokros
- 1974: Phantom 125 AS 74
- 1975: Phantom 250 AS 75

### Trial
- 1967: Pluma 230
- 1971: M.A.R. 250
- 1973: Explorer 250
- 1975: M.A.R. 350
- 1976: Explorer 350
- 1977: Verde
- 1980: TR 80 350
- 1982: Tu y Yo 350
- 1984: Trial 303
- 2011: TR280i
- 2012: OSSA Explorer